# Pristimantis philipi
Espèce
Synonymes
- Eleutherodactylus philipi Lynch & Duellman, 1995

Statut de conservation UICN

 DD  : Données insuffisantes
Pristimantis philipi est une espèce d'amphibiens de la famille des Craugastoridae.

## Répartition
Cette espèce est endémique de la province d'Azuay en Équateur. Elle se rencontre à environ 3 580 m d'altitude dans la cordillère Occidentale.

## Description
Les mâles mesurent de 21,1 à 25,1 mm et les femelles de 26,5 à 33,7 mm.

## Étymologie
Cette espèce est nommée en l'honneur de Philip Strong Humphrey.

## Publication originale
- Lynch & Duellman, 1995 : A new fat little frog (Leptodactylidae: Eleutherodactylus) from lofty Andean grasslands of southern Ecuador. Occasional Papers of the Museum of Natural History University of Kansas, no 173, p. 1-7 (texte intégral).